# Земляна блішка дубова
Земляна блішка дубова (Altica quercetorum) — вид жучків родини Chrysomelidae, підродини Alticinae. Вид поширений у Європі (від Португалії до Уралу).